# Foum Toub
Foum Toub est une commune de la wilaya de Batna en Algérie, située à 49 km au sud-est de Batna, à 68 km à l'ouest de Khenchela et à 119 km au nord-ouest de Biskra.

## Géographie

### Situation
Le territoire de la commune de Foum Toub est situé à l'est de la wilaya de Batna.
| Oued Taga | Oued Taga, Timgad | Yabous (wilaya de Khenchela) |
| Arris     | Foum Toub         | Yabous (wilaya de Khenchela) |
| Ichmoul   | Ichmoul           | Ichmoul                      |

### Localités de la commune
La commune de Foum Toub est composée de 32 localités :
- Abendiz
- Aïn Ayoub
- Aïn Fortas
- Aïn Tinn
- Amrous
- Ardedine
- Aslaf
- Bouabane
- Bouathikene
- Bouguenaou
- Bouyelef
- Foum Toub
- Heddada
- Imoudjane
- Isefoula
- Khenguet
- Khenguet Belabbes
- Khenguet Laanab
- Khenguet Maache
- Oum Abbouche
- Oudjeghiel
- Saghide
- Seffah
- Tabalit
- Tacidelt
- Taferfout
- Takelmount
- Tanouth
- Tibikaouine
- Tifedjighine
- Timfergine
- Tkhabit